# Румелийская железная дорога

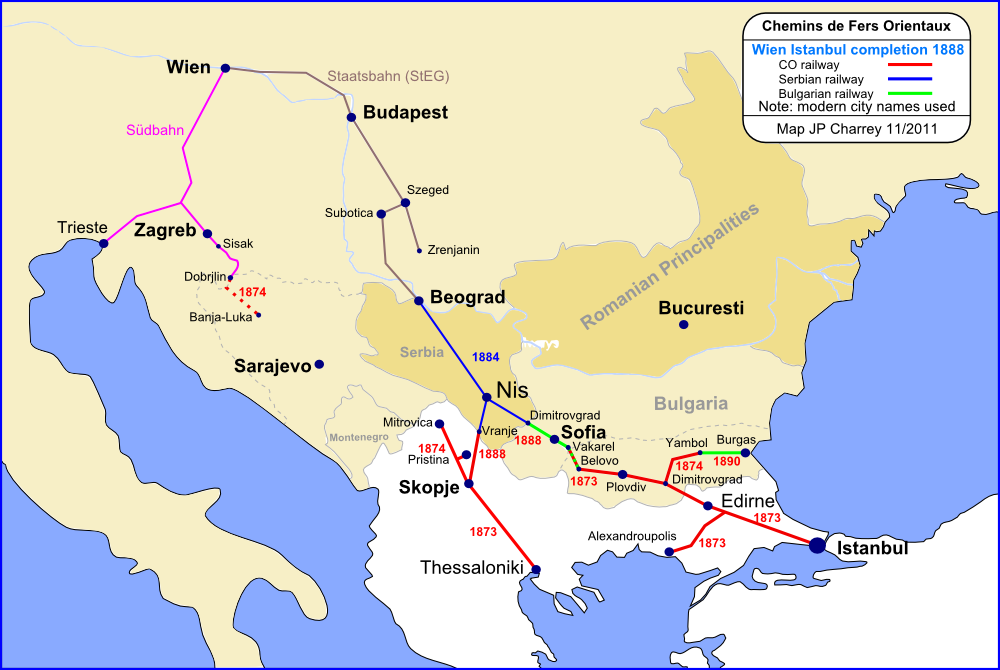
Румелийская железная дорога

Румелийская железная дорога (тур. Rumeli Demiryolu) — железнодорожная компания, работавшая в Румелии (Европейской части Османской империи, соответствующей территории Балканского полуострова), затем Европейской Турции, с 1870 по 1937 год. 
Одна из пяти первых построенных железных дорог в Османской империи, основная магистраль на Балканы.
Между 1889 и 1937 годами железная дорога принимала всемирно известный поезд восточного Экспресса.

## История
Во второй половине XIX века могущество Османской империи значительно ослабело.Территория империи в Европе распростёрлась до берегов Дуная и Карпатских гор. Однако Османская империя постепенно теряет свой контроль над этим регионом из-за роста национализма на Балканах,  спровоцированного, в основном, Россией. Крымская война, принесшая урон России, прервала на некоторое время российское влияние на Балканах. Стамбул решил укрепить свой суверенитет в регионе во время короткого мира. Поскольку на море господствовал британский военно-морской флот, в "блистательной Порте" решили обратить внимание  на другие виды транспорта. Железные дороги показали свою эффективность в Западной Европе, и османы стремились применить эту технологию в империи. Султанат увидел в строительстве железной дороги из Константинополя в Вену возможность быстрее развёртывать войска в европейской части Империи, а также и новые возможности для торговли с Западной Европой. Однако, железная дорога впоследствии способствовала усилению австрийского влияния на Балканах.
В 1870 году было принято решение о строительстве дороги как части магистрали от Стамбула до Вены. Начавшееся строительство дороги из-за политических проблем на Балканах было остановлено. Лишь в 1888 году дорогу ввели в эксплуатацию. После первой Балканской войны в 1912 году железная дорога была ограничена участком Восточной Фракии. С 1937 года - региональная железная дорога Турции.